# Brusen (obwód Wraca)
Brusen (bułg. Брусен) – wieś w Bułgarii, w obwodzie Wraca, w gminie Mezdra. Według danych szacunkowych Ujednoliconego Systemu Ewidencji Ludności oraz Usług Administracyjnych dla Ludności, 15 września 2023 roku miejscowość liczyła 467 mieszkańców.

## Historia
Wieś wzmiankowana jest w księgach osmańskich z 1430 roku pod nazwą Brusene, co świadczy o tym, że została założona przez niewolników osmańskich pod koniec XIV w. pod obecną nazwą. Według badaczy nie ulega wątpliwości, że wieś została założona przez Bułgarów za czasów Drugiego państwa bułgarskiego na długo przed inwazją osmańską. Materiały archeologiczne i konstrukcja średniowiecznego kościoła, zwanego „kościołem łacińskim”, pokazują, że w czasach Drugiego Królestwa Bułgarii (1187–1396) wokół niego istniała osada bułgarska.